# Ермолинский, Сергей Александрович
Сергей Александрович Ермолинский (14 декабря 1900, Вильна — 18 февраля 1984, Москва) — советский киносценарист и драматург, писатель, журналист.

## Биография
Родился в семье Александра Ивановича Ермолинского (1875—1931) и Руфины Юрьевны, урожд. Ульянинской (1874—1917). В справочном календаре «Вся Вильна» за 1915 год адресом его отца Александра Ивановича Ермолинского указана Снеговая улица, дом № 7 (дом существует и поныне, располагается у железнодорожного вокзала Вильнюса, с другой стороны от путей).
В 1910-е годы переехал с отцом и сестрой Татьяной (1897—1976) в Калугу.
Выпускник Калужской гимназии (единой трудовой школы), организатор театральной школы в Калуге. Одновременно с учебой в последнем классе возглавлял подотдел искусств Калужского Губнаробраза (губернского комитета народного образования).
Обучаясь в Институте востоковедения, в 1925 году окончил отделение литературы факультета общественных наук МГУ. Работал в газетах «Правда» и «Комсомольская правда». В кино с 1925 года, совместные работы с режиссёром Юлием Райзманом.
В конце 1940 года был арестован, чему, вероятно, способствовала дружба с Булгаковым, а также участие в булгаковской комиссии при Союзе писателей. Ордер был подписан вторым секретарём правления СП Петром Андреевичем Павленко.
Находясь в Лефортове, пытался покончить с собой. Причастность Ермолинского к антисоветской группе не была доказана. Его отправили в Саратовскую тюрьму. Весной 1942 года решением Особого совещания отправлен на три года ссылки в Кзыл-Ординскую область, г. Чиили. В 1943 по ходатайству Н. К. Черкасова и С. М. Эйзенштейна к наркому НКВД Казахстана вызван в Алма-Ату для работы сценаристом.
С началом Великой Отечественной войны его жена, Марика Еромолинская, уехала в Тбилиси. Она добилась того, чтобы в Грузию в конце 1944 года смог приехать и Сергей Ермолинский.
В 1949 году переехал в Москву, куда тайно (из-за статуса ссыльного) приезжал и ранее, в 1946—1947 годах.
Реабилитирован в 1956 году. 16 июня 1962 года дело прекращено «за отсутствием состава преступления».
В 1967 выступил в поддержку письма А. И. Солженицына об отмене цензуры.
Скончался 18 февраля 1984 года, похоронен на Алексеевском кладбище.

## Награды
- орден Трудового Красного Знамени (20.01.1971)
- орден Дружбы народов (1981)

## Семья
В 1929 году познакомился с 25-летней Марией (Марикой) Артемьевной Чимишкиан (Чмшкян) (1904, Тифлис—1990, Москва), внучкой выдающегося армянского театрального актёра Геворга Чмшкяна, гостившей у М. А. и Л. Е. Булгаковых и впоследствии способствовавшей дружбе Ермолинского с М. А. Булгаковым. Сама Марика Артемьевна дружила с М. А. Булгаковым до конца его жизни и вместе с третьей женой писателя, Еленой Сергеевной, ухаживала за больным Булгаковым в 1940 году.
Мать Марики была француженкой. Сначала Марика работала на железной дороге, но благодаря своей эффектной внешности и унаследованному актёрскому таланту привлекла внимание кинодеятелей. Марика сыграла в двух грузинских фильмах — «Осиное гнездо» (1927) Ивана Перестиани и «Элизо» (1928) Николоза Шенгелая. Тем не менее к актёрской карьере осталась равнодушной. Вскоре Сергей Александрович и Марика Артемьевна поженились. Через некоторое время Ермолинские сняли комнату в доме № 9 по Мансуровскому переулку. Развелись они в 1956 году.
С 1957 года был женат на Татьяне Александровне Луговской (1909—1994), сестре поэта Владимира Луговского, с которой познакомился в 1947 году.

## Фильмография (автор сценариев)
- 1925 — Один из двадцати
- 1927 — Солистка его величества (с В. Кариным, М. Вернером)
- 1927 — Круг (с В. Шершеневичем)
- 1928 — Пленники моря
- 1928 — Кривой Рог
- 1928 — Каторга
- 1929 — Крестины клаксона
- 1930 — Земля жаждет
- 1930 — Железная бригада
- 1931 — Джут
- 1932 — События в городе Сен-Луи
- 1932 — Рассказ об Умаре Хапцоко (короткометражный)
- 1934 — Живой бог
- 1935 — Любовь и ненависть
- 1938 — Люди долины Сумбар
- 1939 — Поднятая целина (с М. Шолоховым)
- 1940 — Танкер «Дербент»
- 1940 — Закон жизни
- 1941 — Дело Артамоновых
- 1942 — Машенька (с Е. Габриловичем)
- 1946 — Во имя жизни
- 1946 — Робинзон Крузо (с Ф. Кнорре, А. Андриевским)
- 1948 — Три встречи (с Н. Погодиным, М. Блейманом)
- 1955 — Дорога
- 1955 — Стёпа-моряк (мультфильм)
- 1956 — Дело № 306
- 1957 — Неповторимая весна
- 1957 — Его время придёт (с М. Блейманом)
- 1961 — Ночь без милосердия
- 1961 — Друг мой, Колька!
- 1961 — В начале века
- 1962 — Капроновые сети (с Ю. Томиным)
- 1962 — Бей, барабан! (с А. Хмеликом)
- 1964 — Где ты теперь, Максим? (с В. Козловым)
- 1966 — Неуловимые мстители (с Э. Кеосаяном)
- 1967 — Анна Каренина (редактор)
- 1975 — Мой дом — театр (с В. Лакшиным)
- 1975 — Страницы жизни
- 1980 — Эскадрон гусар летучих